# Сидероксилон
Сидероксилон (лат. Sideroxylon, от др.-греч. σιδηρος, «железо», и ξύλον, «древесина», что связано с прочностью древесины) — род древесных растений семейства Сапотовые (Sapotaceae) порядка Верескоцветные (Ericales).
Род включает около 70—80 видов деревьев и кустарников, распространённых почти на всех континентах. Некоторые из них являются ценными источниками древесины и сырья для пищевой промышленности. Особенно известным видом является Аргания (Sideroxylon spinosum), которая ценится как масличная культура. Некоторые виды культивируются, используются в озеленении.

## Распространение
Ареал рода охватывает умеренно тёплые и тропические регионы Северной и Южной Америки, Африки и Евразии. Многие представители рода являются одними из основных видов сухих лесов Центральной Америки, тянущихся вдоль побережья Тихого океана от Мексики на севере до Коста-Рики на юге.

## Биологическое описание
Листопадные и вечнозелёные деревья и кустарники. Обычно это стройные высокие деревья, у основания стволов которых расположены выступающие корни. Кора на стволах морщинистая, пробковая, коричневого цвета, с пятнами. На молодых побегах имеются небольшие наросты. Древесина у некоторых видов крайне крепкая и тяжёлая, в связи с чем их называются «железными деревьями»: это относится, к примеру, к аргании (Sideroxylon spinosum).
Листья обычно кожаные, глянцевые, твёрдые, без прилистников, с черешком. Листовая пластинка — различной формы. Чашелистиков обычно 5, но может быть 4, 6 или 8. Лепестков — от 4 до 6, их окраска может быть от белого и кремового до желтоватого и жёлтого цвета. Тычинок — от 4 до 6. Пестик — обычно из пяти плодолистиков. Определённого времени цветения нет: цветки появляются с весны до осени группами по 2—6 штук.
Плод — ягода различной окраски — от жёлтой и оранжевой до ярко-красной, красно-чёрной и чисто чёрной. Ягоды округлые: шаровидные, эллипсоидные, яйцевидные или обратнояйцевидные; без опушения; содержат одно либо два коричневатых семени эллипсоидной формы.

## Токсичность, химический состав
В некоторых видах сидероксилона содержится метилсалицилат — метиловый эфир салициловой кислоты. Это биологически активное вещество, обладающее противовоспалительными, жаропонижающими, болеутоляющими и раздражающими свойствами.

## Культивирование, агротехника
Некоторые виды — например, сидероксилон неколючий (Sideroxylon inerme) — культивируются в качестве декоративно-лиственных растений. Есть виды, которые используются в озеленении: к примеру, сидероксилон вонючий (Sideroxylon foetidissimum).
Для выращивания растений этого рода рекомендуется использовать солнечные или полутенистые участки с хорошо дренированной почвой. Размножение осуществляют семенами, черенками и отводками корней.

## Синонимы
В синонимику рода входят следующие названия (все синонимы являются гетеротипными):
- Apterygia Baehni (1964)
- Argan Dryand. (1794)
- Argania Roem. & Schult. (1819), nom. cons. — монотипный род, в который был выделен вид Sideroxylon spinosum L.; в 2014 году название Argania было сведено в синонимику рода Sideroxylon[10]
- Bumelia Sw. (1788), nom. cons.
- Calvaria Comm. ex C.F.Gaertn. (1806)
- Cryptogyne Hook.f. (1876), nom. cons.
- Decateles Raf. (1838)
- Dipholis A.DC. (1844), nom. cons.
- Edgeworthia Falc. (1844), nom. illeg.
- Lyciodes Kuntze (1891)
- Mastichodendron (Engl.) H.J.Lam (1939)
- Monotheca A.DC. (1844)
- Nesoluma Baill. (1891)
- Reptonia A.DC. (1844)
- Robertia Scop. (1777), nom. rej.[a]
- Robertsia Endl. (1839)
- Rostellaria C.F.Gaertn. (1807)
- Sclerocladus Raf. (1838)
- Sinosideroxylon (Engl.) Aubrév. (1963)
- Spondogona Raf. (1838), nom. rej.
- Tatina Raf. (1840)
- Verlangia Neck. ex Raf. (1838)

## Виды

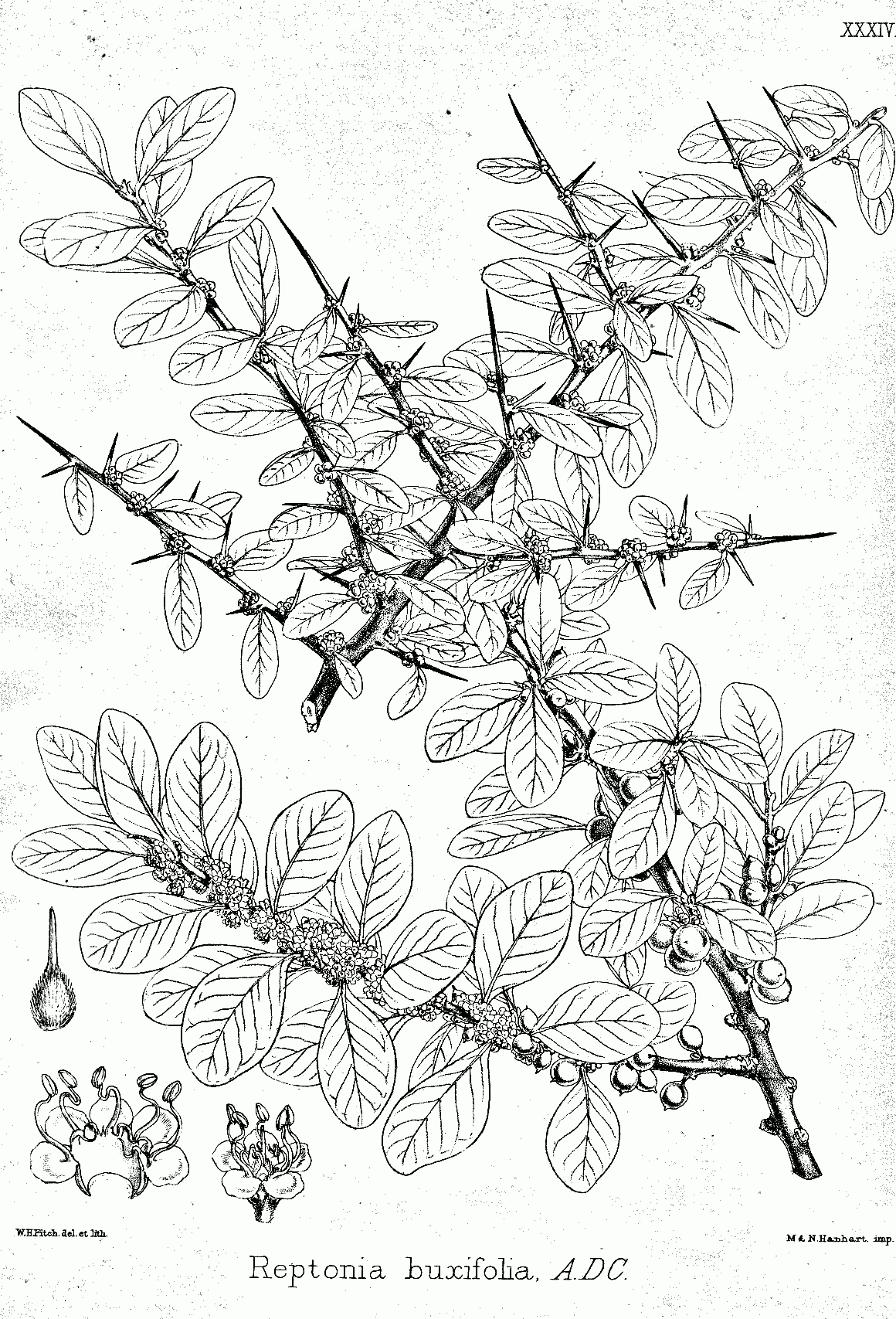
Reptonia buxifolia (согласно современной классификации — Sideroxylon mascatense). Ботаническая иллюстрация Дитриха Брандиса из книги Illustrations of the Forest Flora of North-West and Central India (1874)

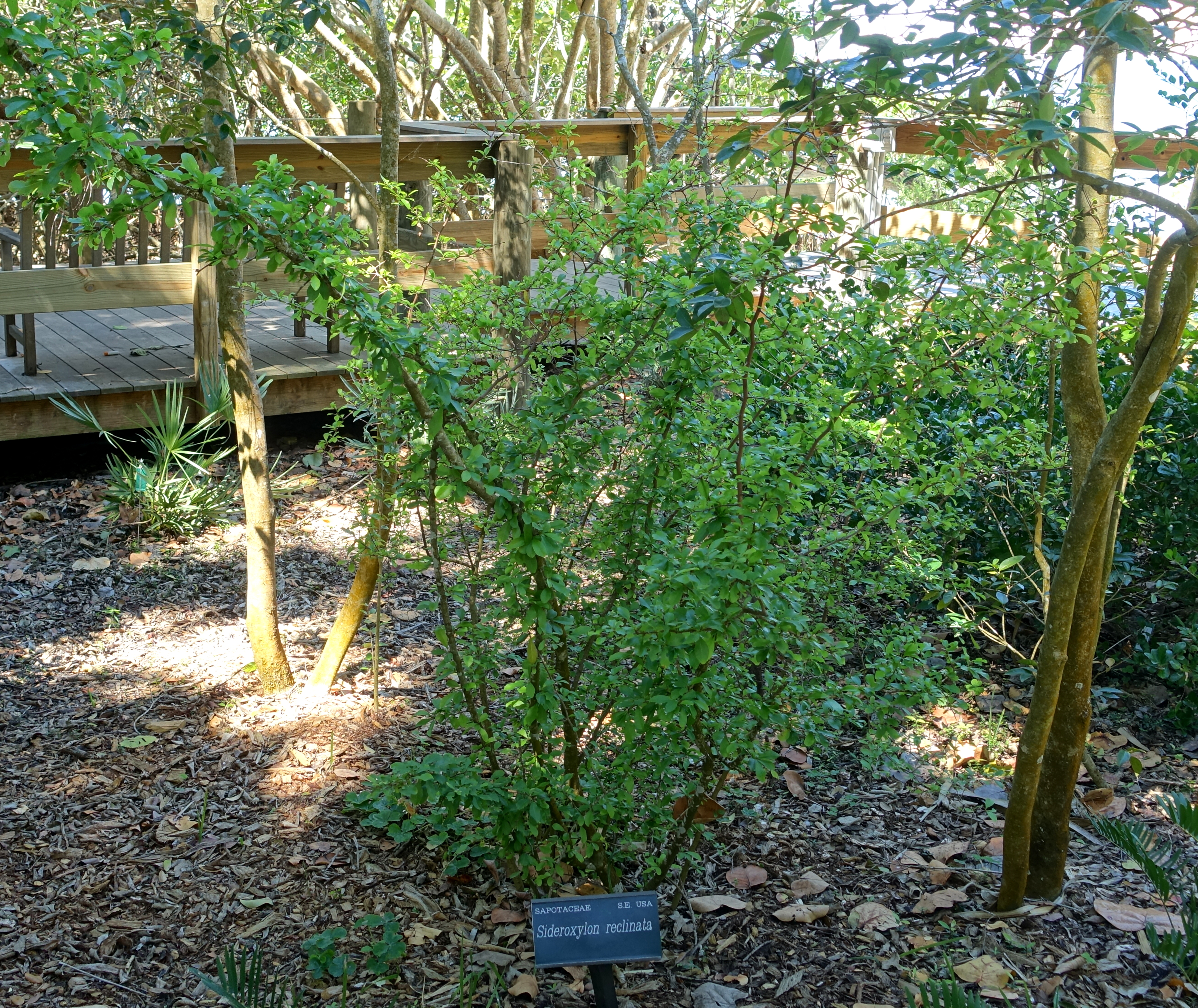
Sideroxylon reclinatum, молодое растение. Ботанические сады Marie Selby, США

По информации базы данных Plants of the World Online (по состоянию на начало 2023 года), род включает 82 вида:
- Sideroxylon acunae (Borhidi) T.D.Penn.
- Sideroxylon alachuense L.C.Anderson
- Sideroxylon altamiranoi (Rose & Standl.) T.D.Penn.
- Sideroxylon americanum (Mill.) T.D.Penn.
- Sideroxylon anomalum (Urb.) T.D.Penn.
- Sideroxylon beguei Capuron ex Aubrév.
- Sideroxylon bequaertii De Wild.
- Sideroxylon betsimisarakum Lecomte
- Sideroxylon borbonicum A.DC.
- Sideroxylon boutonianum A.DC.
- Sideroxylon bullatum (R.A.Howard & Proctor) T.D.Penn.
- Sideroxylon canariense Leyens, Lobin & A.Santos
- Sideroxylon cantoniense Lour.
- Sideroxylon capiri (A.DC.) Pittier
- Sideroxylon capuronii Aubrév.
- Sideroxylon cartilagineum (Cronquist) T.D.Penn.
- Sideroxylon celastrinum (Kunth) T.D.Penn.
- Sideroxylon cinereum Lam.
- Sideroxylon cochranei A.Vázquez & Santana Mich.
- Sideroxylon contrerasii (Lundell) T.D.Penn.
- Sideroxylon cubense (Griseb.) T.D.Penn.
- Sideroxylon dominicanum (Whetstone & T.A.Atk.) T.D.Penn.
- Sideroxylon durifolium (Standl.) T.D.Penn.
- Sideroxylon ekmanianum (Urb.) Bisse, J.E.Gut. & Iglesias
- Sideroxylon eriocarpum (Greenm. & Conz.) T.D.Penn.
- Sideroxylon eucoriaceum (Lundell) T.D.Penn.
- Sideroxylon eucuneifolium (Lundell) T.D.Penn.
- Sideroxylon excavatum T.D.Penn.
- Sideroxylon fimbriatum Balf.f.
- Sideroxylon floribundum Griseb.
- Sideroxylon foetidissimum Jacq. — Сидероксилон вонючий, североамериканский вид, отличающийся высокой толерантностью к морской соли
- Sideroxylon galeatum (A.W.Hill) Baehni
- Sideroxylon gerrardianum (Hook.f.) Aubrév.
- Sideroxylon grandiflorum A.DC. — Дерево додо, эндемик Маврикия, имеет охранный статус «вымирающий вид»
- Sideroxylon hirtiantherum T.D.Penn.
- Sideroxylon horridum (Griseb.) T.D.Penn.
- Sideroxylon ibarrae (Lundell) T.D.Penn.
- Sideroxylon inerme L. typus[1] — Сидероксилон неколючий, африканский вид; культивируется как декоративное растение[7]
- Sideroxylon jubilla (Ekman ex Urb.) T.D.Penn.
- Sideroxylon lanuginosum Michx.
- Sideroxylon leucophyllum S.Watson
- Sideroxylon lycioides L.
- Sideroxylon macrocarpum (Nutt.) J.R.Allison
- Sideroxylon majus (C.F.Gaertn.) Baehni
- Sideroxylon marginatum (Decne. ex Webb) Cout.
- Sideroxylon mascatense (A.DC.) T.D.Penn.
- Sideroxylon mirmulano R.Br.
- Sideroxylon moaense (Bisse & J.E.Gut.) J.E.Gut.
- Sideroxylon montanum (Sw.) T.D.Penn.
- Sideroxylon nadeaudii (Drake) Smedmark & Anderb.
- Sideroxylon nervosum Wall. ex G.Don
- Sideroxylon obovatum Lam.
- Sideroxylon obtusifolium (Roem. & Schult.) T.D.Penn.
- Sideroxylon occidentale (Hemsl.) T.D.Penn.
- Sideroxylon octosepalum (Urb.) T.D.Penn.
- Sideroxylon palmeri (Rose) T.D.Penn.
- Sideroxylon peninsulare (Brandegee) T.D.Penn.
- Sideroxylon persimile (Hemsl.) T.D.Penn.
- Sideroxylon picardae (Urb.) T.D.Penn.
- Sideroxylon polynesicum (Hillebr.) Smedmark & Anderb.
- Sideroxylon portoricense Urb.
- Sideroxylon puberulum A.DC.
- Sideroxylon reclinatum Michx.
- Sideroxylon repens (Urb. & Ekman) T.D.Penn.
- Sideroxylon retinerve T.D.Penn.
- Sideroxylon rotundifolium (Sw.) T.D.Penn.
- Sideroxylon rubiginosum T.D.Penn.
- Sideroxylon rufohirtum Herring & Judd
- Sideroxylon salicifolium (L.) Lam.
- Sideroxylon saxorum Lecomte
- Sideroxylon sessiliflorum (Poir.) Capuron ex Aubrév.
- Sideroxylon socorrense (Brandegee) T.D.Penn.
- Sideroxylon spinosum L. — Аргания, или Аргания железная, или Арган, или Аргания колючая, или Аргановое дерево; ценная масличная культура, сырье для производства Арганового масла (растение в большей степени известно под названиями Argania spinosa и Argania sideroxylon, которые сейчас сведены в синонимику вида)
- Sideroxylon st-johnianum (H.J.Lam & B.Meeuse) Smedmark & Anderb.
- Sideroxylon stenospermum (Standl.) T.D.Penn.
- Sideroxylon stevensonii (Standl.) Standl. & Steyerm.
- Sideroxylon tambolokoko Aubrév.
- Sideroxylon tenax L.
- Sideroxylon tepicense (Standl.) T.D.Penn.
- Sideroxylon thornei (Cronquist) T.D.Penn.
- Sideroxylon verruculosum (Cronquist) T.D.Penn.
- Sideroxylon wightianum Hook. & Arn.

Некоторые растения, которые ранее включались в род Sideroxylon, сейчас реклассифицированы. Так, вид Sideroxylon ferrugineum Hook. & Arn. (сидероксилон железный), известный также как «железное дерево», теперь входит в состав рода Planchonella и его правильным названием считается Planchonella obovata (R.Br.) Pierre — Планхонелла обратнояйцевидная.

## Комментарии
1. ↑  Родовое название Robertia использовалось и другими авторами. См. Robertia (значения).